# Рейнхард Брейнбург
Рейнхард Рихард Брейнбург (нід. Reinhard Richard Breinburg; нар. 2 травня 1984, Пюрмеренд, Нідерланди) — нідерландський футболіст, захисник. Двоюрідний брат футболіста Рональда Брейнбурга.

## Клубна кар'єра
Вихованець «Феєнорда». Він був капітаном «Йонг Фейєноорд» і декілька разів перебував на лаві запасних першої команди в сезоні 2003/04 років, але так і не дебютував за команду. Під час підготовки до сезону 2004/05 років тренувався з «Ексельсіором», але гравцем роттердамського клубу так і не став. Після цього виступав в оренді за «Дордрехт». У 2005 році отримав дискваліфікацію від ФФН, після того як його спіймали на вживанні марихуани. У 2006 році «Дордрехт» викупив контракт Рейнхарда у «Феєнорда». Після відходу у січні 2007 року тодішнього капітана Сесіліу Лопеша Брейнбург до кінця сезону носив капітанську пов'язку. Брейнбург отримував багато карток під час матчів, зокрема в сезоні 2006/07 років отримав одинадцять жовтих та одну червону картку. По завершенні сезону 2007/08 років розпочав пошуки іншого клубу. Але оскільки так і не зміг знайти іншу команду, залишився з Дордрехтом на аматорських засадах. У 2009 році уклав з клубом нову угоду.
У сезоні 2010/11 та 2011/12 років виступав у Топклассе за «Барендрехт», після чого перейшов у «Квік Бойс». Влітку 2014 року виїхав до Аруби, де став гравцем «СВ Дакоти».
Залишаючись на Арубі розпочав тренерську діяльність, очоливши молодіжну та першу команду клубу «СВ Ла Фама».

## Кар'єра в збірній
На юнацькому рівні представляв збірні Нідреландів різних вікових категорій. У 2011 році отримав перший виклик до національної збірної Аруби, у футболці якої дебютував у грудні того ж року в товариському матчі проти Суринаму. Загалом провів 10 офіційних поєдинків. у 2012 році допоміг команді виграти третій розіграш Турніру АБКС.